# Fritz Hofmeister (Politiker)
Fritz  Robert Kurt Hofmeister (* 29. Juli 1893 in Wittenberg; † 1945 in Toszek) war ein deutscher Politiker (NSDAP). Er war von 1939 bis 1945 Oberbürgermeister von Wittenberg und zuvor Bürgermeister in Tangermünde.

## Leben und Wirken
Hofmeister trat zum 1. Februar 1932 der NSDAP bei (Mitgliedsnummer 880.278). Er war ab 1934 Bürgermeister in Tangermünde in der preußischen Provinz Sachsen. An Stelle des als Unterstaatssekretär an das Auswärtige Amt gegangenen Theodor Habicht wurde er mit Wirkung vom 1. Dezember 1939 neuer Oberbürgermeister von Lutherstadt Wittenberg und durch den NSDAP-Kreisleiter Otto Heidenreich in das Amt eingeführt. Er blieb bis zum Kriegsende in dieser Funktion.
Der zuletzt im NKWD-Lager Tost internierte Hofmeister wurde durch Beschluss des Amtsgerichts Oldenburg vom 21. Juli 1949 für tot erklärt. Als Zeitpunkt des Todes wurde der 3. November 1945, 24:00 Uhr festgestellt.